# Schloss Vaussieux

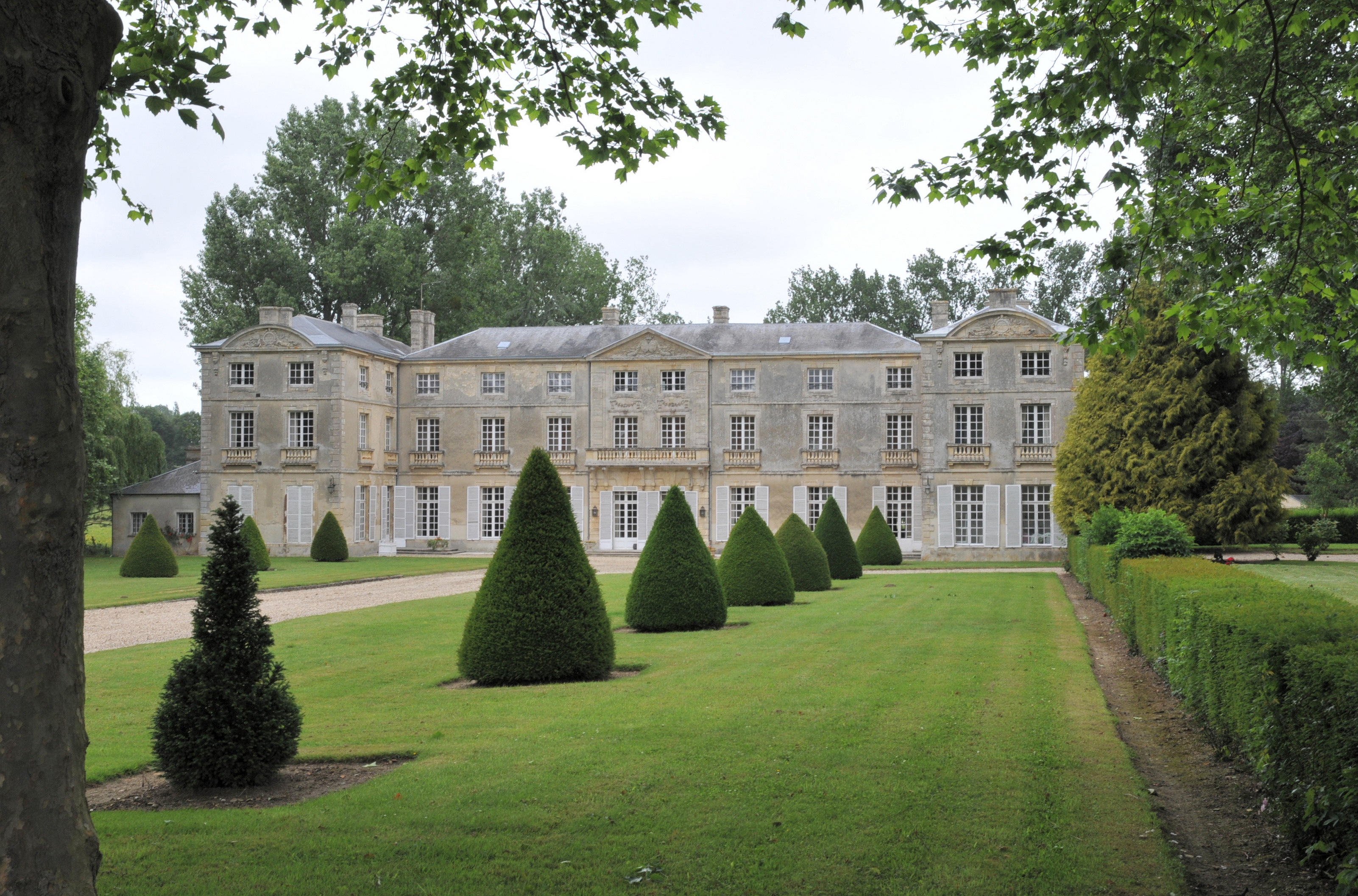
Das Logis des Schlosses Vaussieux von Südwesten

Das Schloss Vaussieux (französisch Château de Vaussieux) ist eine Schlossanlage in Vaux-sur-Seulles, einer französischen Ortschaft in der Normandie. Die Anlage steht seit Juli 1970 als Monument historique unter Denkmalschutz. Besonders bekannt wurde das Schloss als Namensgeber einer französischen Militäroperation, die mit camp de Vaussieux bezeichnet wird, und bei welcher der französische Marschall de Broglie im Schloss sein Hauptquartier bezog.

## Geschichte

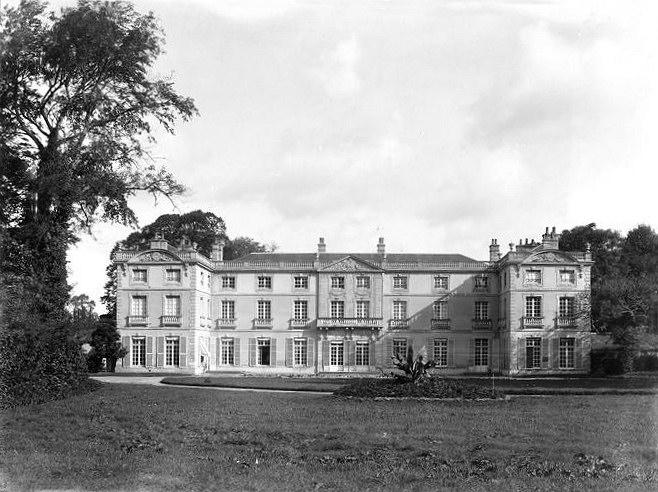
Schloss Vaussieux zu Beginn des 20. Jahrhunderts; Fotografie von Gustave William Lemaire

Schon 1056 gehörte Vaussieux einer gleichnamigen Familie, deren erstes namentlich bekanntes Mitglied Hugon de Vaussieux war. Der Besitz kam im 13. Jahrhundert an Guillaume de Taillebois. Im Jahr 1413 verkaufte Catherine de La Luzerne die Seigneurie an Germaine de Longchamps. Von dieser Familie kam die Herrschaft durch Heirat an die Grimonvilles, die sie 1605 an die Familie de Thioult veräußerten. Marthe Marie Le Héricy, verwitwete de Thioult, vermachte das Anwesen ihrem Verwandten, dem Marquis d’Héricy, Jacques-Philippe-Auguste Le Héricy, weil ihre Ehe mit Arthur Antoine de Thioult kinderlos geblieben war. Er ließ 1771 den Vorgängerbau aus der Zeit Heinrichs IV. durch das heutige Gebäude ersetzen und stellte es im August 1778 dem Marschall de Broglie als Hauptquartier für ein Militärmanöver in der Normandie zur Verfügung, das nach dem Schloss camp de Vaussieux genannt wird. Offiziellen Verlautbarungen zufolge sollten bei der rund 30.000 Mann umfassenden Operation zwei zu jener Zeit beliebte Taktiken miteinander verglichen werden, in Wahrheit ging es dem französischen König Ludwig XVI. aber vielmehr darum, die amerikanischen Soldaten in ihrem Unabhängigkeitskampf gegen England zu unterstützen. Durch die massive militärische Präsenz an der Küste Frankreichs waren die Engländer nämlich dazu gezwungen, einen Großteil ihrer Flotte nicht auslaufen zu lassen, obwohl diese dringend benötigten Nachschub und Truppen in die britischen Kolonien nach Amerika hätte bringen sollen.
Im 19. Jahrhundert hießen die Besitzer Fournés. Die Marquise von Fournés hinterließ das Schloss ihrer Tochter, einer Baroness du Charmel. Diese ließ es in den ersten Jahren des 20. Jahrhunderts restaurieren, ehe die Anlage während des Zweiten Weltkriegs verkauft wurde und anschließend als Ferienunterkunft diente. Der Amerikaner Burton Huntington-Wilson erwarb das Schloss ließ es ab 1963 renovieren. Zeitgleich wurde der Schlossgarten wiederhergestellt.

## Beschreibung

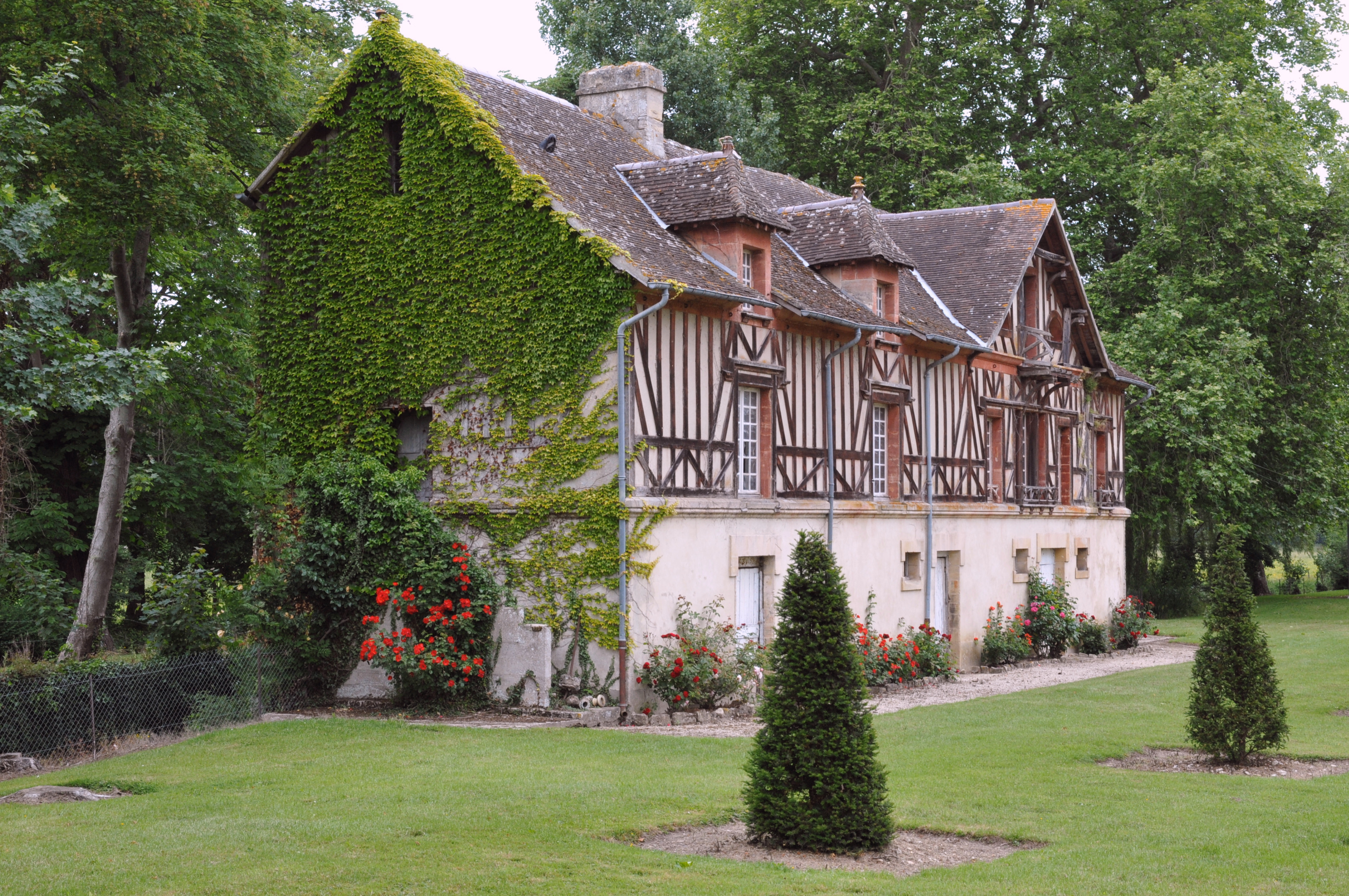
Ehemalige Schlossmühle

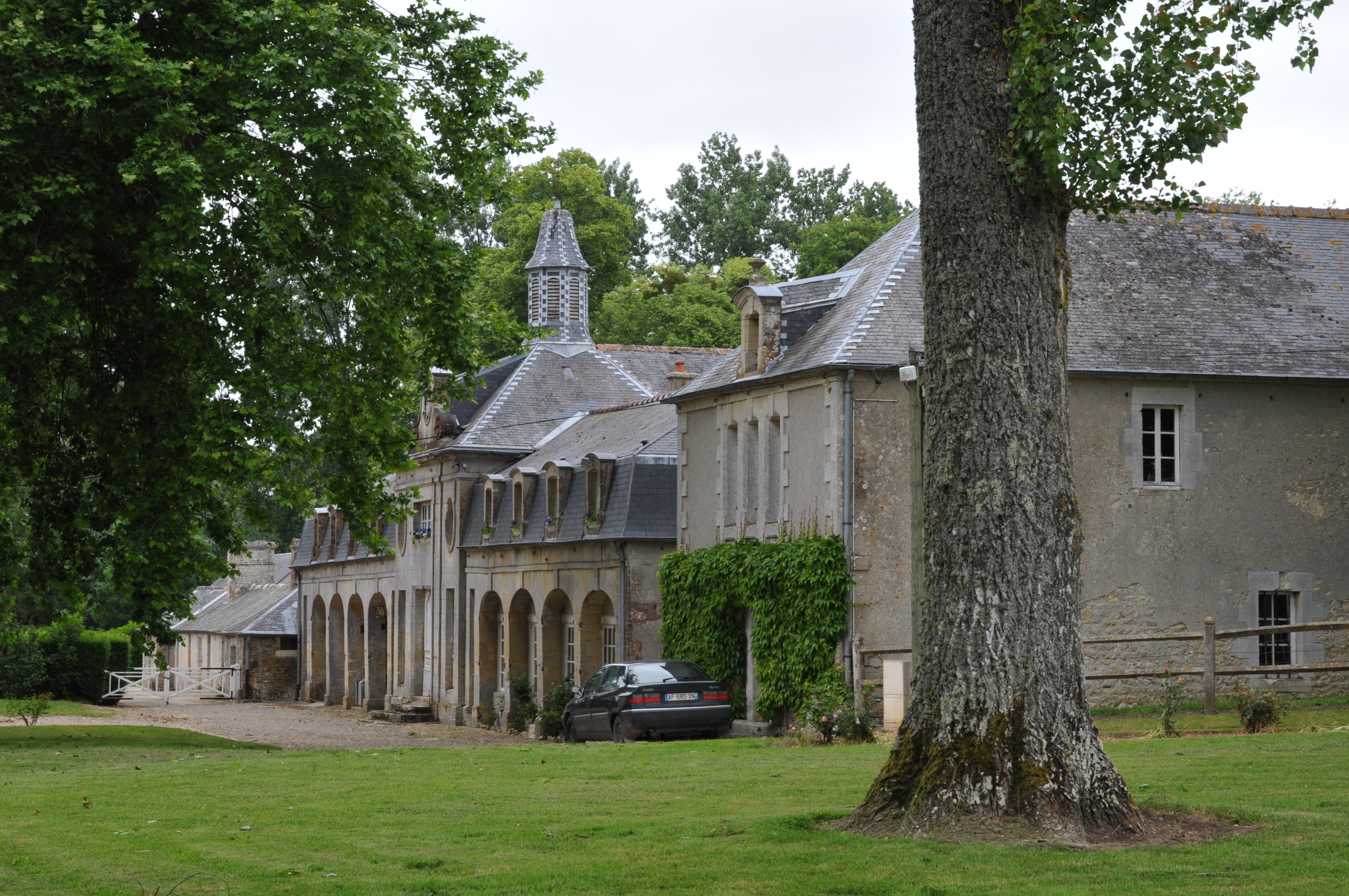
Vorburg

Die Schlossanlage besteht aus einem dreiflügeligen Logis, einer südöstlich davon liegenden, großzügigen Vorburg sowie der ehemaligen Schlossmühle, die südwestlich des Herrenhauses steht. Das einstige Mühlengebäude ist ein langgestreckter, zweigeschossiger Bau mit Fachwerkobergeschoss.
Zutritt zum Schlossgelände gewährt ein schmiedeeisernes Tor auf der Südseite des Areals, das am Ende eines kleinen, durch eine steinerne Balusterbrüstung abgegrenzten Vorplatzes steht. Von dort führt ein rund 80 Meter langer schnurgerader Weg auf den Mittelrisalit des streng symmetrisch gestalteten Logis im nüchternen Stil des klassizistischen Barocks zu. Das dreigeschossige Hauptgebäude besitzt große Sprossenfenster, die im Erdgeschoss durch weiße Blendläden geschlossen werden können. Im ersten Obergeschoss befinden sich vor allen Fenstern kleine Balkone mit Balusterbrüstungen. Die einzelnen Etagen sind durch schlichte Gesimse aus Haustein voneinander abgegrenzt.
Dem achtachsigen Mitteltrakt des Logis schließen sich an dessen Ost- und Westende rechtwinkelig zwei gleich hohe Seitenflügel mit Eckquaderungen an, deren südliche Schmalseiten auf Höhe des Dachgeschosses von einem Rundgiebel bekrönt sind. Sämtliche Gebäudeflügel besitzen ein Walmdach. Die zentrale Mittelachse des Gebäudes wird durch einen zweiachsigen Mittelrisalit besonders betont. Er weist die typischen Dekorationsmerkmale des Louis-seize-Stils auf und wird von einem Dreiecksgiebel bekrönt.
Im Inneren ist die Ausstattung des Speisesaals besonders bemerkenswert. Der Raum besitzt als Wanddekoration Pilaster mit korinthischen Kapitellen, die auf einer Sockelvertäfelung aus dunklem Marmor stehen, sowie einen aufwändig gestalteten Fries aus Stuck-Arabesken. In einer mit rosa Marmor ausgekleideten und mit violettfarbenem Marmor eingefassten Nische steht ein Springbrunnen mit der Bronzestatue einer badenden Frau, die eine Kopie eines Werks von Étienne-Maurice Falconet ist. Ausgestattet ist der Raum mit Mahagonimöbeln des 18. Jahrhunderts.